# Беларусь на чемпионате мира по гребле на байдарках и каноэ 2006
На 35-м чемпионате мира по гребле на байдарках и каноэ Белоруссию представляло 24 спортсмена.

## Результаты
|          | Золото | Серебро | Бронза | Всего |
| -------- | ------ | ------- | ------ | ----- |
| Беларусь | 1      | 1       | 3      | 5     |

Золотые медали завоевали:
- 500 метров — каноэ-четвёрка: Дмитрий Рябченко, Константин Щербак, Дмитрий Войтишкин и Александр Волчецкий

Серебряные медали завоевали:
- 200 метров — каноэ-четвёрка: Дмитрий Рябченко, Константин Щербак, Дмитрий Войтишкин и Александр Волчецкий

Бронзовые медали завоевали:
- 1000 метров — байдарка-четвёрка: Роман Петрушенко, Алексей Абалмасов, Демьян Турчин и Вадим Махнев
- 1000 метров — каноэ-четвёрка: Александр Жуковский, Александр Богданович, Александр Курляндчик и Андрей Богданович
- 1000 метров — каноэ-двойка: Анна Пучкова и Наталья Бондаренко